# Gurú Arjan Dev Ji
El Gurú Arjan Dev Ji (Goindval, Tarn Taaran, 15 de abril de 1581-Lahore, 30 de mayo de 1606) fue el quinto gurú de los sijes (1581–1606) y su primer mártir.
Compiló el libro de las escrituras Sij sobre las cuales está basado el Adi Granth y concluyó el Templo Dorado en Amritsar, India. Fue el primer gurú en desempeñarse como jefe espiritual temporal del sijismo, hizo crecer Amritsar como un centro comercial y amplió los esfuerzos misioneros.
Fue también un prolífico poeta y escritor de himnos. Tuvo éxito bajo el mandato del tolerante emperador mogol Akbar, pero fue torturado hasta morir por Jahangir por no modificar el Ādi Granth para quitar ciertos pasajes que según Jahangir no estaban de acuerdo con el islam.
- Datos: Q369920